# Bloomsbury (Londen)
Bloomsbury is een wijk in het Londense bestuurlijke gebied Camden, in de regio Groot-Londen.
In deze wijk hebben een groot aantal leden van de Bloomsburygroep, onder wie Virginia Woolf, Lytton Strachey, Vanessa Bell en Roger Fry, gewoond en gewerkt. De groep is om die reden naar deze wijk vernoemd.